# Communauté de communes Entre 2 Lacs
Die Communauté de communes Entre 2 Lacs (oft auch Communauté de communes Entre 2 Lacs en Châtaigneraie) ist ein ehemaliger französischer Gemeindeverband in der Rechtsform einer Communauté de communes im Département Cantal in der Region Auvergne-Rhône-Alpes. Der Verwaltungssitz war im Ort Laroquebrou.

## Historische Entwicklung
Mit Wirkung vom 1. Januar 2017 fusionierte der Gemeindeverband mit  
- Communauté de communes Cère et Rance en Châtaigneraie,
- Communauté de communes du Pays de Maurs sowie
- Communauté de communes du Pays de Montsalvy

und bildete so die Nachfolgeorganisation Communauté de communes de la Châtaigneraie Cantalienne.

## Ehemalige Mitgliedsgemeinden
Der Communauté de communes Entre 2 Lacs gehörten zwölf der 23 Gemeinden des Kantons Saint-Paul-des-Landes an. Die Mitgliedsgemeinden waren:
| Gemeinde               | Einwohner 1. Januar 2022 | Fläche km² | Dichte Einw./km² | Code INSEE | Postleitzahl |
| ---------------------- | ------------------------ | ---------- | ---------------- | ---------- | ------------ |
| Arnac                  | 178                      | 20,15      | 9                | 15011      | 15150        |
| Cros-de-Montvert       | 192                      | 29,28      | 7                | 15057      | 15150        |
| Glénat                 | 174                      | 24,17      | 7                | 15076      | 15150        |
| Laroquebrou            | 791                      | 17,15      | 46               | 15094      | 15150        |
| Montvert               | 113                      | 11,37      | 10               | 15135      | 15150        |
| Nieudan                | 106                      | 12,40      | 9                | 15143      | 15150        |
| Rouffiac               | 188                      | 23,12      | 8                | 15165      | 15150        |
| Saint-Étienne-Cantalès | 124                      | 11,21      | 11               | 15182      | 15150        |
| Saint-Gérons           | 229                      | 16,68      | 14               | 15189      | 15150        |
| Saint-Santin-Cantalès  | 285                      | 34,28      | 8                | 15211      | 15150        |
| Saint-Victor           | 96                       | 13,53      | 7                | 15217      | 15150        |
| Siran                  | 461                      | 50,88      | 9                | 15228      | 15150        |